# 姐控
“姐控”（jiě kòng）源自日文“姉コン”，是一个复合词：
- 姉（ane）：指的是“姐姐”。
- コン（kon）：是英文“情结”（complex）的缩写。

因此，“姐控”的核心意思是指对“姐姐”类型的人物或女性抱有强烈好感、迷恋或特殊情结的人。这个词汇不仅指喜欢自己的亲姐姐，更广泛地用来形容以下两种情况：
1. 喜欢年纪比自己大的女性：这类女性通常个性成熟、有魅力、善于照顾人，给人一种可靠、安心的感觉。
2. 迷恋动漫、游戏或虚拟作品中“姐姐”属性的角色：这类角色通常具备以下特点：
  - 温柔包容：像姐姐一样温暖、善解人意。
  - 成熟可靠：能给予指导和帮助，让人感到依赖。
  - 偶尔带有母性光辉：给人一种保护和呵护的感觉。

### 例句
- 动漫情境：“他从小就特别喜欢看《火影忍者》，但最爱的不是主角鸣人，而是手鞠那种霸气又可靠的姐姐角色，简直是个姐控。”
- 现实情境：“他交往的对象年纪都比他大，而且都属于事业心强、独立自主的类型，看得出来是个不折不扣的姐控。”

### “姐控”的深层意涵
“姐控”背后情感通常源于一种对“被照顾”和“被引导”的渴望。这种情结可能来自以下几个方面：
1. 安全感：在成长过程中，如果能从年长的女性（例如姐姐）身上获得足够的关爱和保护，可能会将这种情感投射到未来的感情关系中。他们会寻找能给予自己安全感和依靠的对象。
2. 仰慕与崇拜：姐姐通常代表着比自己更成熟、更有经验的形象。姐控们会仰慕这些女性的智慧、能力和独立，并将她们视为榜样。这种仰慕最终可能转化为爱慕之情。
3. 情感互补：在关系中，姐控们可能更倾向于扮演“被动”或“被保护”的角色，而姐姐类型的女性则通常更乐于扮演“主动”或“照顾”的角色，两者形成一种情感上的互补，让关系更稳定。

### “姐控”的历史
“姐控”这个词汇的诞生和流行，与日本动漫及御宅文化息息相关。
- 起源期（1980s-1990s）：早期的动漫作品中，“姐姐”类型的角色就已经存在，但当时还没有专门的词汇来概括这种喜好。
- 流行期（2000s）：随着网络社群和二次元文化的发展，“姐控”这个词开始被广泛使用。许多动漫作品会刻意塑造“姐姐”属性的角色来吸引这类粉丝，例如《凉宫春日的忧郁》中的长门有希（虽然角色设定不完全是姐姐，但其可靠、寡言的形象带有类似属性）或是其他校园作品中“学姐”的角色。
- 普及化（2010s至今）：随着御宅文化逐渐主流化，“姐控”不再只是一种小众圈子的用语。它开始被大众媒体和一般人所接受和使用，不仅用来描述对动漫角色的喜好，也用来形容现实生活中的恋爱偏好。

总的来说，“姐控”是一个从日本次文化中诞生，并逐渐扩展到主流语境的词汇。它不仅是一种喜好，更反映了一种特定的情感需求和恋爱观。